# Sophia Sergio
Sophia Sergio (Napoli, 16 febbraio 1992) è una modella italiana, incoronata Miss Universo Italia 2016 il 18 dicembre 2016.

## Biografia
Chiamata Sophia in onore di Sophia Loren, ha due fratelli minori. Da adolescente scopre la passione per la pallacanestro ed il judo, mentre l'avvicinamento al mondo della moda avviene all'età di 15 anni quando accompagna per caso un'amica ad una sfilata.
Sophia è laureata al corso di laurea triennale di Management delle Imprese Internazionali e al corso di laurea specialistica in Marketing e Management Internazionale presso l’Università Parthenope di Napoli.
Nel 2011 prende parte alla 62ª edizione di Miss Italia, dove si aggiudica il riconoscimento speciale di Miss Peugeot. Nel 2012 partecipa a Miss Tourism Planet in Grecia e si aggiudica il secondo posto. Nel 2013 prende parte al Giro d'Italia come Miss Premiazioni.

### Miss Universo Italia 2016
La Sergio viene incoronata Miss Universo Italia 2016 il 18 dicembre 2016 al Parco dei Principi Grand Hotel di Roma. Ciò le ha dato il diritto di poter rappresentare l'Italia a Miss Universo 2016.

### Miss Universo 2016
Ha rappresentato l'Italia alla 65ª edizione di Miss Universo, che ha avuto luogo il 30 gennaio 2017 al Mall of Asia Arena di Pasay, nelle Filippine.